# Paweł Brożek
Paweł Łukasz Brożek, poljski nogometaš, * 21. april 1983, Kielce, Poljska.
Brożek je nekdanji nogometni napadalec, nazadnje je igral za Wisło iz Krakova, bil je tudi član poljske reprezentance.